# Egzamin Certyfikacyjny Microsoft
Egzamin Certyfikacyjny Microsoft (ang. Microsoft Certification Exam) – egzamin stworzony i wspierany przez firmę Microsoft. Jego zdanie pozwala uzyskać Certyfikat Microsoft, który jest ceniony w branży IT. Egzaminy sprawdzają różne poziomy umiejętności w danej dziedzinie wykorzystując oprogramowanie i technologie Microsoft. Niektóre egzaminy są objęte ofertą Second Shot pozwalającą na darmowe powtórzenie egzaminu w przypadku wyniku negatywnego podczas pierwszej próby.

## Przygotowanie
Przed przystąpieniem do egzaminu certyfikacyjnego Microsoft, należy się przygotować. Microsoft Learning oferuje szeroki wybór materiałów do nauki. Zaleca się również posiadanie praktycznego doświadczenia z produktem objętym przez zdawany egzamin certyfikacyjny. Po wybraniu egzaminu z katalog szkoleń pojawi się wykaz odpowiednich materiałów szkoleniowych. Środki te różnią się w zależności od egzaminu, certyfikat, oraz technologii.
Wyróżniamy następujące rodzaje szkoleń:
- Practice tests
- Instructor-led training
- Self-paced training
- Microsoft Official Distance Learning
- Microsoft Press books
- Self-paced training kits
- Microsoft online resources.

### Practise tests
Pozwalają ocenić aktualny poziom opanowania oraz są doskonałym narzędzie uczenia się podczas ścieżki certyfikacyjnej. Na podstawie bieżącej wiedzy, budżetu oraz harmonogramu nauki zostaną dobrane odpowiednie materiały szkoleniowe. Wiele firm sprzedaje praktyczne testy, ale Microsoft Certified Practice Test Providers (PTP) oferują najwyższą jakość produktów i usług. 

Usługi PTP obejmują:
- wyniki egzaminu
- opinie na każde pytanie
- sugestie dalszej nauki

Practice Test Providers oferują darmowe wersje demonstracyjne swoich testów do np. MCP:
- MeasureUp[1]
- Self Test Software[2].

### Instructor-led training
Szkolenie jest prowadzone przez profesjonalistów posiadających tytuł Microsoft Certified Trainers w klasie, bądź online. MCT dostarcza wiedzy opartej na dogłębnej znajomości materiału kursu oraz przy pomocy materiałów edukacyjnych firmy Microsoft. Produkty te są opracowywane przez ekspertów firmy Microsoft.

### Self-paced training
Szkolenie te jest przeznaczone dla kandydatów, którzy posiadają doświadczenie z technologią firmy Microsoft oraz chcą zwiększyć umiejętności. Treningu wymaga samodyscypliny, umiejętności uchwycenia skomplikowanych koncepcji bez wizualnej reprezentacji i podstawowej znajomości wybranej technologii. Szkolenie przede wszystkim oferuje elastyczność w czasie i miejscu.

### Microsoft Official Distance Learning
Łączy w sobie szkolenia online, dyskusje na żywo, tok nauczania sprawdzający się w rzeczywistości oraz wykorzystywanie indywidualnych preferencji. Ma na celu stworzenie łatwych w użyciu oraz wszechstronnych materiałów edukacyjnych przeznaczonych na komputery stacjonarne. Szkolenia MODL wykorzystują sprawdzone metody instruktażowe, które przyciągają profesjonalistów ceniących interaktywności i elastyczność harmonogramu nauki oraz są wyłącznie oferowane przez autoryzowanych partnerów.

### Microsoft Press books
Książki napisane przez ekspertów Microsoft, zawierające dokładne i aktualne informacje dotyczące wybranej technologii. Książki z serii Microsoft Press zapewniają stały poziom jakości i niezawodności.

### Self-paced training kits
Zestawy te zostały opracowane przez ekspertów w tematyce egzaminy certyfikacyjnego, programistów i trenerów. Każdy zestaw zawiera lekcje, ćwiczenia i symulację testu. Wraz z e-book do zestawu dołączony jest voucher na egzaminu oraz w większości przypadków wersja próbną technologii, która jest objęta przez książkę. Microsoft konsekwentnie zbiera opinie o pakietach szkoleniowych w celu poprawienia jakości i zgodności z wymaganiami certyfikatu.

### Microsoft online resources
- Learning Plans: Pozwala stworzyć krok po kroku plan szkolenia do egzaminu[3]
- Training portals: Zawiera dokładne informacje o egzaminie i powiązanych technologiach[4]
- Product information: Zawiera informacje o produktach Microsoft[5]
- TechNet: strona stworzona dla profesjonalistów IT zawierająca tutoriale, najlepsze praktyki, zasoby do pobrania, zasoby techniczne oraz chat[6]
- MSDN: The Microsoft Developer Network (MSDN) zawiera przykładowe kody źródłowe, artykuły o tematyce technicznej, zasoby do pobrania oraz chat dla programistów[7]
- CodeGuru: portal poświęcony technologii .NET zawierający artykuły, forum, live meeting[8]

## Procedury
Po zarejestrowaniu się na egzamin, potwierdzenie jest wysyłane wiadomością e-mail zawierający regulamin i szczegółowe informacje.
Laboratoria egzaminacyjne posiadają ok. 16 stanowisk komputerowych, gdzie w danym momencie może kilka osób podchodzić do egzaminu. Administratorzy starają się zapewnić ciche i komfortowe warunki dla wszystkich egzaminowanych. Zalecane jest przybycie do centrum egzaminacyjnego przynajmniej 30 minut przed rozpoczęciem egzaminu.
Należy przynieść dowód tożsamości, który został podany przy rejestracji na egzamin. Wymagane są dwa różne jeden z fotografią oba z podpisem.
Akceptowane dowody tożsamości ze zdjęciem to:
- Prawo jazdy
- Paszport
- Książeczka wojskowa
- Karta identyfikacyjna pracownika.

Akceptowane dowody tożsamości bez zdjęcia to:
- Karta kredytowa
- Realizacja czeków karty.

Jedynymi przedmiotami, jakie można wnieść do laboratorium, są dowody tożsamości. Jeśli posiada się przedmioty, które nie mogą być pozostawione, centrum zapewnia małe szafki.

## Formaty egzaminu
Microsoft zwykle nie określa formatu danego egzaminu w czasie rejestracji, ponieważ obowiązkiem kandydata jest zrozumienie i zaznajomienie się z wybraną technologią niezależnie od formy sprawdzania. Pomaga to chronić bezpieczeństwo egzaminu i wartość Microsoft Certification.
Egzaminy certyfikacyjne Microsoft są prezentowane w różnych formatach, tak aby umiejętności kandydata były dokładnie i obiektywnie ocenione. Oprócz testów praktycznych na bazie laboratorium, formaty egzaminu mogą obejmować:
- test jednokrotnego wyboru
- test wielokrotnego wyboru
- pytania typu Active screen
- pytania typu Drag and drop
- pytanie typu stworzenia listu i jej uporządkowania
- case studies
- symulacje.

## Studenci i egzaminy
Studenci posiadają zniżkę 55% na egzaminy o identyfikatorach 72-XXX. Podczas egzaminu należy posiadać aktualną legitymację studencką.

## Lista egzaminów
Oto lista przykładowych egzaminów z Certyfikatu MCITP:
- Egzamin 70-665: PRO: Microsoft Lync Server 2010, Administrator
- Egzamin 70-576: PRO: Designing and Developing Microsoft SharePoint 2010 Applications
- Egzamin 70-693: Pro: Windows Server 2008 R2, Virtualization Administrator
- Egzamin 70-669: TS: Windows Server 2008 R2, Desktop Virtualization
- Egzamin 70-668: PRO: Microsoft SharePoint 2010, Administrator
- Egzamin 70-640: TS: Windows Server 2008 Active Directory, Configuring
- Egzamin 70-620: TS: Configuring Microsoft Windows Vista Client
- Egzamin 70-433: TS: Microsoft SQL Server 2008, Database Development
- Egzamin 70-646: Pro: Windows Server 2008, Server Administrator
- Egzamin 70-663: Pro: Designing and Deploying Messaging Solutions with Microsoft Exchange Server 2010
- Egzamin 70-450: PRO: Designing, Optimizing and Maintaining a Database Administrative Solution Using Microsoft SQL Server 2008
- Egzamin 70-685: Pro: Windows 7, Enterprise Desktop Support Technician
- Egzamin 70-686: Pro: Windows 7, Enterprise Desktop Administrator
- Egzamin 70-623: Pro: Microsoft Desktop Support - CONSUMER
- Egzamin 70-659: TS: Windows Server 2008 R2, Server Virtualization
- Egzamin 70-622 Pro: Microsoft Desktop Support – ENTERPRISE
- Egzamin 70-680: TS: Windows 7, Configuring.